# Adolph Hinrich Voeg
Adolph H(e)inrich Voeg, Jur. Cons., (* 22. April 1766 in Lübeck; † 14. April 1833 ebenda) war ein deutscher Bürgermeister der Hansestadt Lübeck.

## Leben
Voeg war Sohn des Lübecker Ratsherrn Hermann Heinrich Voeg. Er studierte von 1784 bis 1788 Rechtswissenschaften an der Universität Jena. Er war ab 1789 Niedergerichtsprocurator in Lübeck. 1811 gab er seine Zulassungen auf, weil ihm das Bild des französischen Advokaten in der Lübecker Franzosenzeit nicht gefiel. 1812 wurde er Präsident des französischen Handelstribunals in Lübeck. 1814 wurde er in den Senat gewählt und war 1817-33 im Justizwesen der Stadt tätig. 1825 war er Bürgermeister der Stadt.